# El Salvador City
El Salvador (offiziell: City of El Salvador; Filipino: Lungsod ng El Salvador; Cebuano: Dakbayan sa El Salvador) ist eine philippinische Stadt (Component City) in der Provinz Misamis Oriental.

## Geografie
El Salvador grenzt im Westen an die Stadtgemeinde Alubijid und im Osten an die Stadtgemeinde Opol. Im Norden liegt die Macajalar Bay in der Boholsee. 

### Baranggays
El Salvador ist politisch in 15 Baranggays unterteilt.
- Amoros
- Bolisong
- Bolobolo
- Calongonan
- Cogon
- Himaya
- Hinigdaan
- Kalabaylabay
- Molugan
- Poblacion
- Kibonbon
- Sambulawan
- Sinaloc
- Taytay
- Ulaliman

## Wirtschaft und Infrastruktur

### Verkehr
Cagayan de OroCity ist der wichtigste Verkehrsknotenpunkt in der Provinz Misamis Oriental, von dort bestehen Jeepney- und Busverbindungen nach El Salvador.

### Wirtschaft
El Salvador ist Standort von Fabriken mehrerer großer Unternehmen, darunter sind Asia Brewery, Thanduay Rhum, Virgin Cola, The Aoso, Zest-O Corporation, WL Foods Corporation, Universal Robina Corporation, Timber Industries of the Philippines, Inc. (TIPI) und Union Plywood Corporation. 